# Monument de Tacámbaro (Audenarde)
Pour les articles homonymes, voir Monument de Tacámbaro (homonymie).
Le monument de Tacámbaro édifié sur la place Tacambaro dans la ville d'Audenarde en Flandre-Orientale, en Belgique, est érigé en mémoire de la bataille de Tacámbaro au cours de laquelle plusieurs soldats volontaires d'Audenaerde sont morts en 1865. De style néo-classique, il est réalisé en 1867 par le sculpteur Guillaume Geefs.

## Contexte
Lors de l'expédition française au Mexique, la légion belge participe, à partir de 1864, à l'établissement du Second Empire du Mexique sous la souveraineté de Maximilien de Habsbourg et de Charlotte de Belgique.
Le 8 avril 1865, trois cents soldats de la légion de volontaires belges occupent la ville de Tacámbaro dans l'état de Michoacán. Sous les ordres du major Constant Tydgadt, ils se retirent dans la ville, plus précisément à l'église, qu'ils transforment en lieu fortifié. Le 11 avril, ils sont attaqués par les forces du général juáriste Nicolás Régules, qui dispose d'une écrasante majorité numérique. Cernés de toutes parts, les Belges tentent de résister jusqu'à l'arrivée de renforts qui ne se sont jamais présentés. Ils doivent finalement se rendre. Parmi les dix-sept morts, figurent le major Constant Tydtgadt, commandant de l'unité, et son adjoint le capitaine Jules Ernest Chazal, fils du général Pierre Emmanuel Félix Chazal, ministre belge de la guerre.
Le monument est érigé grâce à une souscription nationale, dont le lieutenant-général Charles-Joseph Pletinckx, commandant supérieur de la garde civique de Bruxelles, préside le comité de recueil de dons.

## Caractéristiques architecturales
Le monument, de facture néo-classique, dû au ciseau de Guillaume Geefs, est érigé comme un mausolée. Il représente une femme (allégorie de la gloire) semi-allongée sur une sépulture et regardant vers le Mexique. Endeuillée, elle est appuyée sur un globe, en tenant d'une main une couronne d'immortelles et de l'autre la palme du martyre. Sur le piédestal sont gravés en lettres d'or les noms des volontaires belges morts au combat, ainsi que l'ordre du jour du maréchal Bazaine qui rend hommage à leur bravoure. 
Le monument est inauguré le 13 octobre 1867, sur la place de Tacambaro, en présence des lieutenants-généraux Charles Joseph Pletinckx et Charles Albert Sapin, du baron Alfred van der Smissen, ainsi que du sculpteur Guillaume Geefs. Les discours sont, en raison du mauvais temps, prononcés dans une salle de l'hôtel de ville,.

## Postérité
Il existe également un monument perpétuant le souvenir de la bataille de Tacámbaro à Bourg-Léopold, non loin du camp de Beverloo. Cette colonne mesure six mètres et demi de haut et porte les noms des personnes tuées dans les batailles de Tacámbaro, Loma et Morelia. Le monument est érigé en 1867 et inauguré discrètement, en raison de la grande émotion provoquée par l'expédition en Belgique.